# 袁相忱
袁相忱（1914年－2005年8月16日），中国大陆著名的基督教家庭教会领袖，被稱譽為「中國家庭教會運動的卓越人物」， 而王明道也稱他和林献羔兩個為「真正不向政府『壓制信仰』而低頭 、能站立得住的人」。

## 生平
1914年农历六月，袁相忱出生在安徽蚌埠，名为袁振邦。父亲袁禹庭是广东东莞人，在铁路部门工作，因此家境小康，母亲罗孝纯，也是广东人，笃信佛教。1岁时全家移居江苏徐州。7岁时，袁相忱进入私塾接受传统教育，由老师取学名袁相臣。1923年，袁禹庭因亏空公款被开除，全家移居外祖父所在的天津。1927年，因父亲在北京的真光电影院工作，袁相臣进入北京米市大街的青年会学校就读。1930年，改名为袁相忱。。 
1930年，由于他的老师石天民的介绍，袁相忱开始到王明道的基督徒会堂听道，不过当时他并未相信。1931年圣诞，袁相忱接受公理会王牧师的点水洗礼。1932年12月29日，袁相忱获得重生的经历，并且开始热切地向周围人传福音。1933年8月，袁相忱在颐和园旁青龙桥接受王明道为他施浸。同年升入青年会办的财政商业专门学校，但是次年即不顾家人反对，退学进入远东宣教会所办的圣书学院（地安门外东皇城根十四号）成为神学旁听生。
1936年7月，袁相忱曾前往厦门鼓浪屿，参加宋尚节举办的全国第二届基督徒查经会，灵性大为提高。1938年毕业后，袁相忱到天津圣会所的南市福音堂布道，同年7月22日与梁惠珍在北京结婚。1939年回北京任圣书学院翻译並在其學校的雜誌《暗中之光》擇文。1940年，袁相忱携妻子和未满一岁的儿子袁福音，同美国宣圣会（拿撒勒人会）传教士的裴约翰牧师到河北南部的成安县，向周围农民传道。珍珠港事件以后，裴牧师一家被关到山东潍坊集中营，于是袁相忱不依靠任何组织，继续在农村传道，虽然在日军和八路军的夹缝中，仍然得到了大批信徒。
1945年，袁相忱因母亲患重病，返回北京。不久国共内战爆发，袁相忱无法回到农村。1946年3月，他接手了阜成门160号原由日本牧师帜田金雄开办的福音堂。1947年，信徒数目达到二百多人。 
1951年，三自运动开始后，袁相忱是北京地区11名拒绝参加该运动的独立教会负责人（王明道、袁相忱、毕永琴、王镇、彭宏亮、吴慕迦、王伟明、张周新、陈善理、吴文静、刘秀颖）之一，他们认为自己的教会早已实行了“三自”（自治、自养、自传），因此没有加入的必要；另一个原因是：不愿与控制三自的现代派为伍。 1957年，袁相忱因为批评政府歧视基督教的宗教政策，以及批评三自领袖王梓仲是“三朝元老”（先后投靠美国人、日本人和共产党）的“吃教者”，而被打成右派。1958年4月19日，袁相忱因为拒绝加入三自运动而打成“现行反革命”，被捕入狱，判处无期徒刑。
袁相忱監禁期間，照顧6個孩子和年老的婆婆成為妻子梁惠珍的責任。因為她是“反革命家屬” ，她成為建築工人謀生，親友被強迫劃清界線，不准提供幫助。在二十一年中，反倒有一些匿名基督徒不時提供他們資助。她還堅定自己的信仰立場，甚至大方的幫助其他人,沒有抱怨。後來她在接受採訪時說：“在人來看，一個八口之家，很難維持生計，但總是上帝在負擔”。

1979年12月20日获释。出狱后他在白塔寺家中带领家庭聚会，为北京人数最多的一个家庭聚会。
2005年8月16日，袁相忱于北京友谊医院去世，享年91岁。

## 著作
- 憶神僕王明道先生，《中國與教會》第86期第11页，1991年11-12月
- 十字架可換公義冠冕，《生命季刊》2000年3月號。
- 帳幕的隱秘處,《生命季刊》2000年9月號。

## 參看
- 王明道
- 林献羔
- 中国家庭教会
- 中國自立教會
- 三自教會